# Lars Fredriksen
Lars Andernach Fredriksen (Skien, 8 febbraio 1971) è un cantante norvegese.
Ha rappresentato la Norvegia all'Eurovision Song Contest 1998 con il brano Alltid sommer.

## Biografia
Lars Fredriksen è salito alla ribalta con la sua partecipazione al Melodi Grand Prix, il processo di selezione per il rappresentante eurovisivo norvegese, dove il 28 febbraio 1998 ha presentato il suo singolo di debutto Alltid sommer. Ha finito per essere incoronato vincitore dal pubblico e dalle giurie, ottenendo la possibilità di cantare per la Norvegia all'Eurovision Song Contest 1998 a Birmingham il 9 maggio successivo. Qui si è classificato all'8º posto su 25 partecipanti con 79 punti totalizzati. È risultato il più televotato della serata dal pubblico svedese.
Dopo la sua partecipazione all'Eurovision ha pubblicato il suo secondo singolo, All I Ever Wanted (Was You), che ha debuttato al 12º posto nella classifica norvegese e ha anticipato il suo album di debutto Pleased to Meet You, uscito l'anno successivo. È successivamente andato in tournée con il Coro gospel di Oslo.

## Discografia

### Album
- 1999 - Pleased to Meet You

### Singoli
- 1998 - Alltid sommer
- 1998 - All I Ever Wanted (Was You)
- 1999 - I Promised Myself
- 1999 - You
- 1999 - Whenever You Need (Somebody to Hold)